# خودپرداز

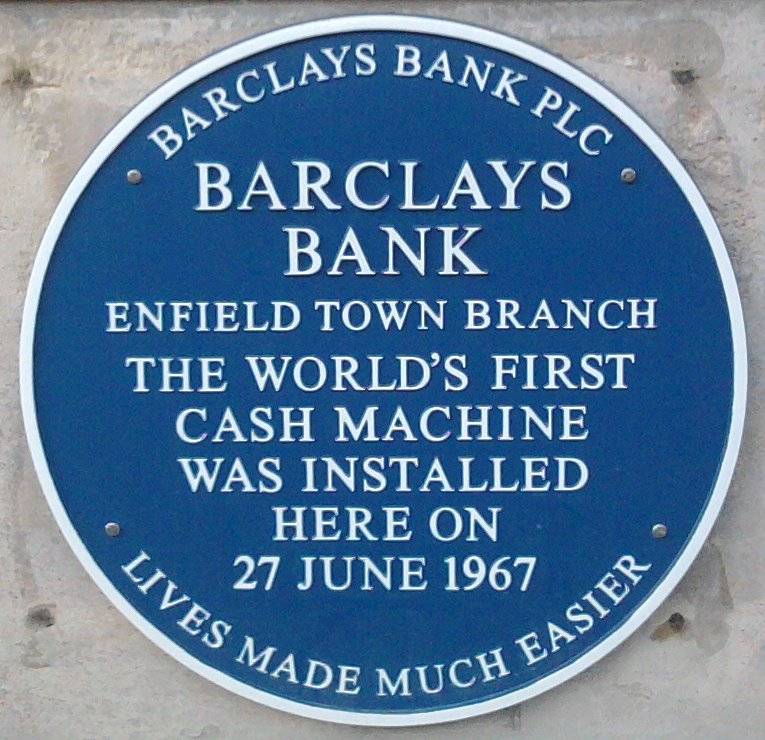
بانک بارکلِیز نخستین بانک و مؤسسهٔ مالی در جهان بود که برای نخستین بار از دستگاه‌های خودپرداز استفاده کرد. نخستین خودپرداز جهان در تاریخ ۲۷ ژوئن ۱۹۶۷ میلادی، در یکی از شعبات بانک بارکلِیز در انفیلد تاون در شمال لندن نصب شد.

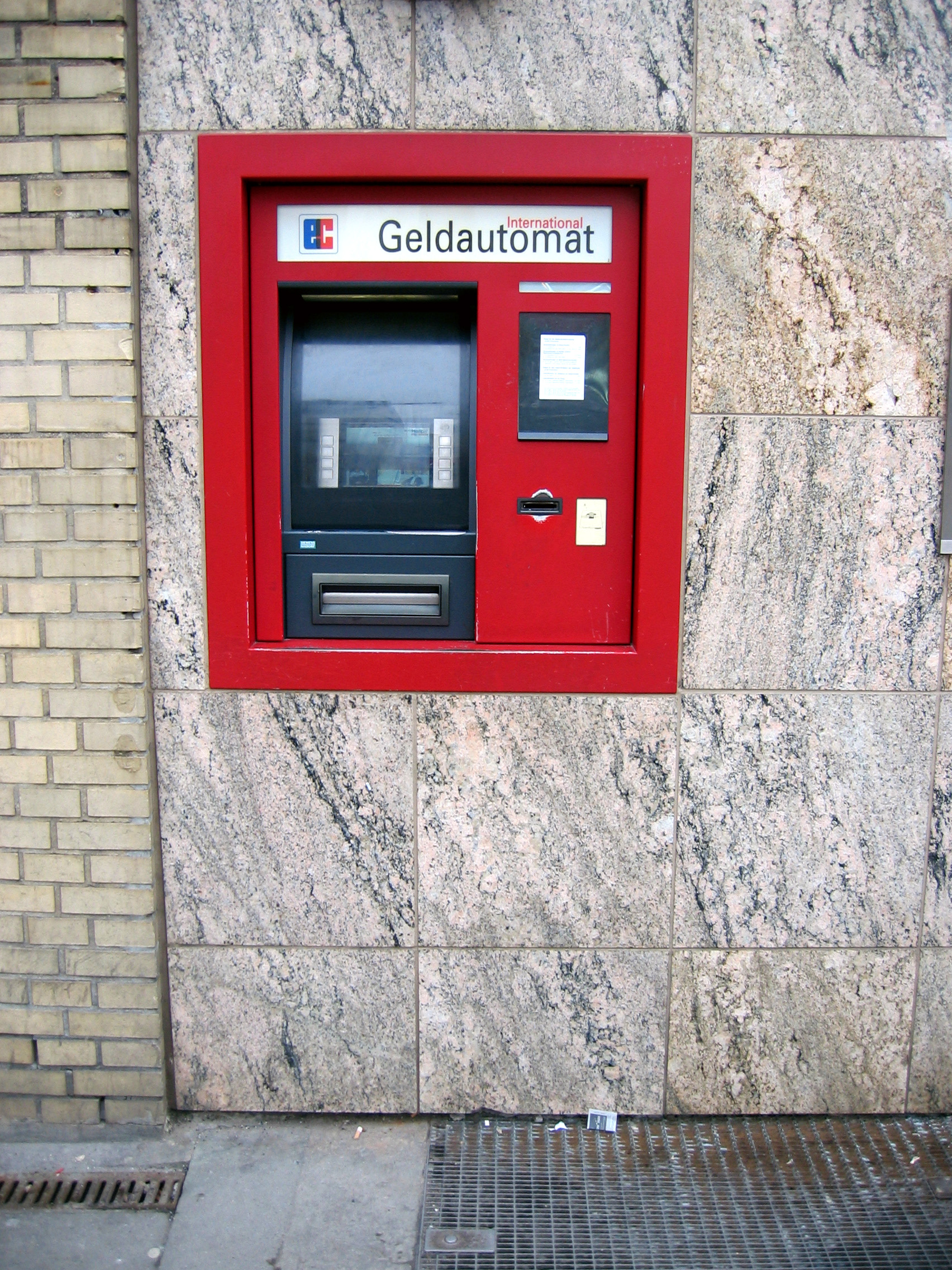
یک خودپرداز در هامبورگ آلمان.

خودپَرداز (به انگلیسی: Automated Teller Machine :ATM) که گاه عابر بانک هم نامیده شده دستگاهی الکترونیکی است که به مشتریان بانک این امکان را می‌دهد تا در هر زمان دلخواه به‌وسیلهٔ قراردادن کارت عابربانک خاصی در دستگاه و وارد کردن یک گذرواژه از حساب خود پول دریافت کرده یا موجودی حساب بانکی خود را بگیرند بدون این‌که نیاز به شمارشگر انسانی باشد. بسیاری از خودپردازها نیز به امکان واریز پول یا چک، جابه‌جایی پول میان حساب‌های بانکی و حتی خرید تمبر را برای مشتریان فراهم می‌کنند.
نخستین خودپرداز خاورمیانه درکشور ایران با همت بانک بیمهٔ بازرگانان در تهران راه‌اندازی شد.بعدها درسطح ۵ بانک بزرگ بانک تجارت اولین بانکی بود که شبکهٔ خودپرداز متصل به شبکهٔ شتاب را راه‌اندازی کرد؛ امروزه اکثر دستگاه‌های خودپرداز متصل به شبکهٔ شتاب هستند. شبکهٔ شتاب امکان برداشت،مشاهدهٔ موجودی، انتقال، پرداخت قبوض شرکت‌های خدماتی نظیرآب و فاضلاب، برق، گاز و مخابرات و همچنین خرید شارژ و اینترنت را برای مشترکان فراهم می‌آورد.

## تاریخچه
نخستین دستگاه خودپرداز را ۲۷ ژوئن ۱۹۶۷ یک شعبهٔ بانک بارکلیز در محلهٔ انفیلد تاون در شمال لندن افتتاح کرد. این اختراع جان شپرد-بارون بود و در آن زمان حداکثر ده پوند به متقاضیان پرداخت می‌کرد. شعبهٔ انفیلد بانک بارکلیز همچنان فعال است و در ۲۷ ژوئن ۲۰۱۷ به مناسبت پنجاهمین سالگرد خودپرداز، یکی از دستگاه‌هایش را به رنگ طلایی درآورد. [نیازمند منبع‌معتبر]

## مکان
دستگاه‌های خودپرداز را می‌توان در هر مکانی قرار داد، اما اغلب در نزدیکی یا درون بانک‌ها و در مراکز خرید، فرودگاه‌ها، ایستگاه‌های مترو، پمپ‌بنزین‌ها و دیگر مکان‌ها نیز قرار دارند.
دستگاه‌های خودپرداز پیشرفته گاه می‌توانند قابلیت‌های شعبهٔ بانک را تکمیل کنند.
در سال‌های اخیر، کشورهایی مانند هند و برخی از کشورها در آفریقا در حال نصب دستگاه‌های خودپرداز در مناطق روستایی هستند که انرژی خورشیدی دارند. [نیازمند منبع‌معتبر]
مرتفع‌ترین خودپرداز در گردنهٔ خنجراب در پاکستان واقع شده‌است. این دستگاه خودپرداز در ارتفاع ۴۶۹۳ متری توسط بانک ملی پاکستان نصب شده‌است و دستگاه برای کار در دماهای پایین‌تر از ۴۰ درجهٔ سانتی‌گراد طراحی شده‌است. [نیازمند منبع‌معتبر]

## سخت‌افزار
دستگاه خودپرداز معمولاً از دستگاه‌های زیر تشکیل شده‌است: [نیازمند منبع‌معتبر]
- CPU (برای کنترل رابط کاربری و دستگاه‌های معامله)
- خوانندهٔ کارت مغناطیسی یا تراشه (برای شناسایی مشتری)
- یک پین پد برای پذیرش و رمزگذاری شماره شناسایی شخصی EPP4 (مشابه در طرح با صدای لمس یا صفحه‌کلید ماشین حساب)، به عنوان بخشی از یک محفظهٔ ایمن ساخته شده
- رمزنگاری ایمن، به‌طور کلی در یک محفظهٔ امن نمایش (استفاده شده توسط مشتری برای انجام معامله)
- دکمه‌های کلیدی عملکرد (معمولاً نزدیک صفحه نمایش) یا صفحهٔ لمسی (برای انتخاب جنبه‌های مختلف معامله استفاده می‌شود)
- چاپگر ضبط (برای تهیهٔ سابقهٔ معامله به مشتری)
- Vault (برای ذخیرهٔ قطعات ماشین‌آلات که نیاز به دسترسی محدود دارند)
- Housing (برای زیبایی‌شناسی و پیوستن به علائم)
- سنسورها و شاخص‌ها

## نرم‌افزار[نیازمند منبع معتبر]
با انتقال به سخت‌افزار رایانه شخصی، می‌توان از سیستم‌عامل‌های استاندارد تجاری و محیط‌های برنامه‌نویسی در دستگاه‌های خودپرداز استفاده کرد. پلتفرم‌های معمول که قبلاً در توسعه ATM مورد استفاده قرار می‌گرفتند شامل RMX یا OS / 2 است.
دستگاه خودپرداز Wincor Nixdorf، ویندوز ۲۰۰۰ را اجرا می‌کند
امروزه اکثریت قریب به اتفاق دستگاه‌های خودپرداز در سراسر جهان از یک سامانه عامل مایکروسافت ویندوز استفاده می‌کنند، در وهله اول Windows XP Professional یا Windows XP Embedded.
شمار کمی از خودپردازها هنوز هم می‌توانند نسخه‌های قدیمی‌تر سیستم‌عامل ویندوز مانند ویندوز ان‌تی،  ویندوز سی‌ای یا ویندوز ۲۰۰۰ را اجرا کنند.
سیستم‌عامل لینوکس همچنین در بازار خودپرداز مورد استقبال واقع می‌شود. نمونه‌ای از آن بانریسول، بزرگ‌ترین بانک در جنوب برزیل است که سیستم‌عامل ام‌اس-داس را در دستگاه‌های خودپرداز خود با لینوکس جایگزین کرده‌است. Banco do Brasil همچنین در حال انتقال دستگاه‌های خودپرداز به لینوکس است. مهندسی Vortex مبتنی بر هند در حال تولید دستگاه‌های خودپرداز است که تنها با لینوکس کار می‌کنند.
پروتکل‌های معاملهٔ لایه‌های رایج مانند Diebold 91x (911 یا ۹۱۲) و NCR NDC یا NDC + تقلید نسل‌های قدیمی سخت‌افزار را روی سیستم‌عامل‌های جدیدتر با پسوندهای افزایشی ساخته شده به مرور زمان برای پرداختن به قابلیت‌های جدید فراهم می‌کند، اگرچه شرکت‌هایی مانند NCR به‌طور مداوم این پروتکل‌ها را صادر می‌کنند.
نسخه‌های جدیدتر بیشتر تولیدکنندگان عمدهٔ دستگاه‌های خودپرداز، بسته‌های نرم‌افزاری را ارائه می‌دهند که این پروتکل‌ها را پیاده‌سازی می‌کند.
پروتکل‌های جدیدتر مانند IFX هنوز مورد استقبال گستردهٔ پردازنده‌های معاملات قرار نگرفته‌اند.
با حرکت به یک پایگاه نرم‌افزاری استانداردتر، مؤسسات مالی به‌طور فزاینده‌ای به توانایی انتخاب و برنامه‌های کاربردی که تجهیزات آن‌ها را هدایت می‌کنند علاقه‌مند شده‌اند. WOSA / XFS، که اکنون با عنوان CEN XFS (یا به سادگی XFS) شناخته می‌شود، یک API مشترک برای دسترسی و دستکاری دستگاه‌های مختلف خودپرداز فراهم می‌کند. J / XFS یک اجرای جاوا از CEN XFS API است.
در حالی که مزایای درک شده XFS شبیه مانترای جاوا «نوشتن یک بار، هر جا اجرا شود»، بیشتر فروشندگان سخت‌افزار خودپرداز، تفسیرهای متفاوتی از استاندارد XFS دارند.
نتیجهٔ این تفاوت‌ها در تفسیر بدان معنی است که برنامه‌های دستگاه‌های خودپرداز معمولاً از واسطه استفاده می‌کنند تا حتی تفاوت‌های موجود بین سیستم‌عامل‌های مختلف را نیز از بین ببرد.
با شروع سیستم‌عامل‌های ویندوز و XFS در دستگاه‌های خودپرداز، برنامه‌های نرم‌افزاری این قابلیت را دارند که باهوش‌تر شوند. این مسئله نوع جدیدی از برنامه‌های خودپردازها را ایجاد می‌کند که معمولاً به عنوان برنامه‌های قابل برنامه‌ریزی گفته می‌شوند. این نوع برنامه‌ها می‌توانند میزبان کاملاً جدیدی از برنامه‌ها را انجام دهند که در آن ترمینال خودپرداز می‌تواند بیش از ارتباط برقرار کردن با سوئیچ خودپرداز انجام دهد. اکنون اجازهٔ اتصال به سایر سرورهای محتوا و سامانه‌های بانکی ویدئویی را دارد.
نرم‌افزار قابل توجه خودپرداز که بر روی سیستم‌عامل‌های XFS کار می‌کند شامل Triton PRISM , Diebold Agilis EmPower , NCR APTRA Edge , Absolute Systems AbsoluteINTERACT، پلتفرم نرم‌افزاری Kal Kaliteite KAL , Phoenix Interactive VISTAatm , Wincor Nixdorf ProTopas, Euronet EFTS و Intertech inter-AT

## قابلیت اطمینان

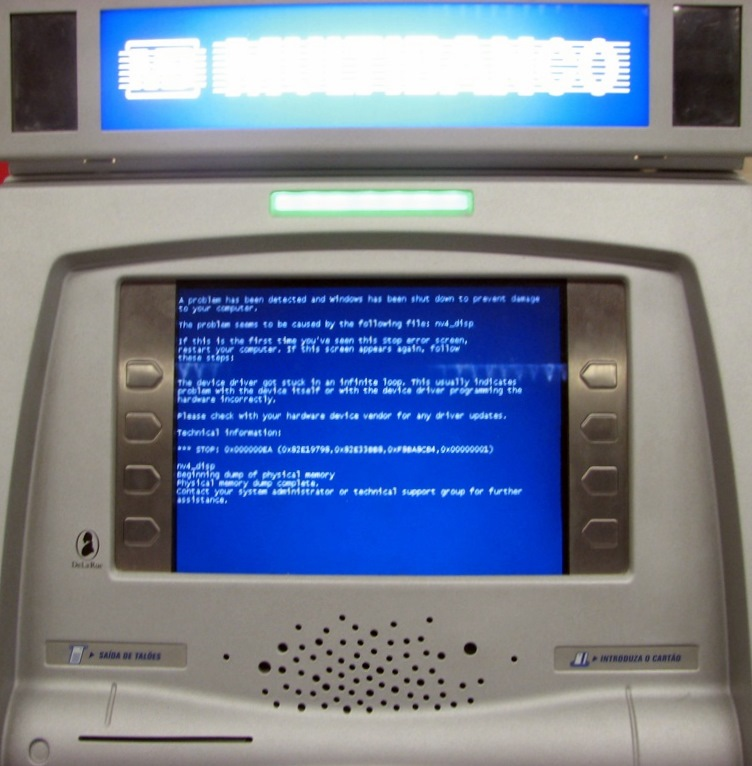
یک خود پرداز

پیش از این‌که یک دستگاه خودپرداز در یک مکان عمومی قرار بگیرد، معمولاً با پول، تست و سامانه‌های رایانه‌ای که اجازهٔ انجام معاملات را می‌دهد، آزمایش گسترده‌ای انجام شده‌است. عواقب مالی ناشی از کار نادرست دستگاه نیز درجه‌های بالایی از انگیزه برای به حداقل رساندن نقص را فراهم می‌کند.
دستگاه‌های خودپرداز و شبکه‌های الکترونیکی مالی پشتیبانی، به‌طور کلی بسیار قابل اعتماد هستند، که معیارهای صنعت به‌طور معمول ۹۸٫۲۵٪ مشتری را برای دستگاه‌های خودپرداز و در دسترس بودن تا ۹۹٫۹۹۹٪ برای سامانه‌های میزبان که شبکه‌های خودپرداز را مدیریت می‌کنند، تولید می‌کنند. اگر شبکه‌های دستگاه‌های خودپرداز از خدمات خارج شوند، ممکن است مشتریان تا زمان شروع ساعات بعدی بانک خود، قادر به انجام معاملات نباشند.

## ماژول‌های اصلی خودپرداز[۲]
1. کارت‌خوان یا کارت ریدر (Card Reader): دریافت کارت مشتری، خواندن اطلاعات آن.
2. پین‌پد (EPP: Encrypting PinPad): دریافت رمز مشتری، رمز کردن آن و ارسال به کامپیوتر.
3. چاپگر رسید یا رسید پرینتر (Receipt Printer): چاپ اطلاعات رسید مشتری روی کاغذ رسید، برش و تحویل آن به مشتری.
4. چاپگر ژورنال یا ژورنال پرینتر (Journal Printer): چاپ گزارش عملکرد دستگاه و رول کردن کاغذ جهت استفاده‌های بعدی کاربر شعبه. این چاپگر از دید مشتری پنهان است.
5. اسکناس‌پرداز یا کش دیسپنسر (Cash Dispenser): شمارش اسکناس و تحویل آن به مشتری.
6. دریافت‌کنندهٔ اسکناس یا کش اَکسپتور (Cash Acceptor): دریافت اسکناس از مشتری و ذخیرهٔ آن در دستگاه.
7. Cash Recycler: دریافت و پرداخت اسکناس، ترجمهٔ مستقیم نام این ماژول، بازیافت‌کنندهٔ اسکناس یا کش است که مرسوم نیست. این ماژول کار دو ماژول قبل را با هم انجام می‌دهد؛ یعنی هم از مشتری اسکناس می‌گیرد و هم قادر به پرداخت آن است. بعضی از مدل‌ها محفظهٔ دریافت/پرداخت جداگانه دارند و قادر به استفادهٔ مجدد از اسکناس‌های دریافتی نیستند، اما بعضی از مدل‌ها قادر به پرداخت همان اسکناس‌های دریافت‌شده به مشتری بعدی هستند.
8. بارکدخوان یا بارکد ریدر یا بارکد اسکنر (Barcode Scanner, Barcode Reader): خواندن بارکدهایی مثل بارکد قبض.
9. دوربین (Camera): گرفتن عکس یا فیلم از مشتری یا کاربر دستگاه.
10. پنل کاربر یا اپراتور پنل (SOP: Supervisor Operation Panel یا TTU: Text Terminal Unit): یک ماژول داخلی و سمت اپراتور دستگاه و شامل صفحه‌کلید و نمایشگر است. نمایش وضعیت کلی خودپرداز و ماژول‌های آن، وارد کردن تنظیمات، عیب‌یابی ماژول‌ها و … توسط این ماژول انجام می‌شود.
11. واحد سنسورها و اندیکیتورها (Sensors and Indicators Unit: SIU): شامل کلیهٔ سنسورهای دستگاه مثل سنسور درها، ضربه و …، و چراغ‌ها مثل چراغ‌های چشمک‌زن ورود کارت و … است.

خودپرداز، ماژول‌های دیگری نیز ممکن است داشته باشد که در ایران معمولاً از آن‌ها استفاده نمی‌شود. به عنوان مثال Depository برای دریافت پاکت، Coin Acceptor/Dispenser برای دریافت/پرداخت سکه و ماژول‌های امنیتی برای رمزنگاری پیام‌ها.

## در ایران

### تعداد خودپردازها در ایران
آخرین گزارش بانک مرکزی ایران در خصوص ابزارهای پرداخت، مربوط به شهریور ۱۴۰۱ و پس از آن تاکنون به‌روزرسانی در این مورد انجام نشده‌است. طبق این گزارش حدود ۶۱ هزار دستگاه خودپرداز در ایران فعال است که به بیش از ۴۱۵ میلیون کارت، خدمات می‌دهند. البته این گزارش برای تعدادی از بانک‌ها به‌روز نیست و آمار مربوط به سال‌های گذشته‌است.

### برندهای خودپرداز در ایران
خودپرداز یا عابربانک‌های موجود در ایران برندهای مختلفی دارند که به صورت مختصر انواع آن‌ها را بررسی می‌کنیم:
1. NCR: برندی آمریکایی بوده که توسط شرکت «ایران ارقام» نمایندهٔ رسمی ان‌سی‌آر آمریکا وارد ایران شده و تا اوایل دههٔ ۱۳۸۰ و قبل از تحریم این شرکت، در ایران فروخته می‌شد. درصد بالایی از خودپردازهای ریفربیشد که در حال حاضر در کشور فروخته می‌شود خودپردازهای NCR مدل ۵۸۸۶ و ۵۸۸۷ می‌باشد.
2. GRG: شرکت ایران ارقام پس از تحریم شدن توسط NCR، اقدام به واردات از این کمپانی مشهور چینی کرده و به بانک‌های مختلف این دستگاه‌ها را ارائه داد.
3. WINCOR: همواره رقیب سرسخت NCR بوده. وینکور آلمان که توسط شرکت خدمات انفورماتیک (فرادیس البرز) به ایران معرفی شد، بعدها توسط کمپانی دیبولد آمریکا خریداری شده و اسم آن از WINCOR NIXDORF به DIEBOLD NIXDORF تغییر داده شد.
4. BANQIT: این برند سوئدی توسط شرکت «ایران نارا» به ایران معرفی شد اما هیچ‌گاه نتوانست در بازار با ان‌سی‌آر و وینکور رقابت کند.
5. Hyosung: شرکت «ایران نارا» پس از بنکیت خودپرداز هیوسانگ کره‌ای را به ایران معرفی کرد که با توجه به کیفیت بالا توانست بازار خوبی کسب کند.
6. TECHNO: برند تکنو توسط شرکت «توسن تکنو» وابسته به شرکت توسن (کیش ویر سابق) معرفی شد که در واقع برندی ایرانی برای دستگاه‌های چینی و کره‌ای با برندهای KINGTELLER و ال‌جی است. دستگاه‌های این شرکت با نام‌های تکنو ۴، ۵، ۶ و جدیدترین آن‌ها که ال‌جی کره است با نام تکنو ۷ به بازار معرفی شدند.
7. EASTCOM: دستگاه‌های این شرکت چینی که دستگاه‌های مشابه وینکور تولید می‌کند توسط شرکت «آدونیس» به کشور وارد شده و مشغول به کار هستند.
8. SIGMA: شرکت «خوارزمی» پس از واردات تعدادی دستگاه وینکور، دستگاه‌های خودپرداز ساخت این شرکت ایتالیایی را وارد کشور کرد.
9. EDGE: برند شرکت GSS برای خودپردازهای چینی معرفی‌شده توسط این شرکت به بازار ایران است.
10. RAVIS و PARA: خودپردازهایی با برند ایرانی که بیشتر به اشخاص حقیقی و دفاتر پست بانک فروخته شده‌است.
11. HATEF: اولین خودپرداز طراحی و ساخته شده در ایران که در دههٔ ۱۳۸۰ فعال بود و بانک صادرات بزرگ‌ترین مشتری این شرکت بود.[۵]

## خودپرداز در زبان‌های دیگر
برای خودپرداز در زبان‌های گوناگون واژه‌های گوناگونی به‌کار می‌رود که برخی از آن‌ها در زیر می‌آید:
انگلیسی آمریکا: (Automated Teller Machine (ATM (معنی: بانکدار خودکار)
در شرق آمریکا: MAC machine یا (MAC (Money Access Center (معنی: مرکز دسترسی به پول)
انگلیسی کانادا: (Automated Banking Machine (ABM (معنی: دستگاه خودکار بانکی)
در برخی زبان‌های اروپایی Bancomat یا Bankomat (دستگاه خودکار بانک)
در اسپانیایی Cajero Automático (دستگاه خودکار نقد کردن)
در انگلستان Cashpoint و Cashmachine (نقدگاه) انگلیسی‌ها در زبان عامیانه به دستگاه خودپرداز «سوراخ در دیوار» می‌گویند.
آلمانی Geldautomat (معنی: دستگاه خودکارِ پول)
در نروژ Minibank (معنی: بانک کوچک)
در هلند Pin Automaat (معنی: دستگاه خودکار پول کشیدن)
در سوئیس Postomat (معنی: دستگاه خودکار بانکی به نام سوئیس پست).